# Trentepohlia bougainvillensis
Trentepohlia bougainvillensis är en tvåvingeart som beskrevs av Alexander 1973. Trentepohlia bougainvillensis ingår i släktet Trentepohlia och familjen småharkrankar. Inga underarter finns listade i Catalogue of Life.